# Ophioglossum litorale
Ophioglossum litorale là một loài dương xỉ trong họ Ophioglossaceae. Loài này được Makino mô tả khoa học đầu tiên năm 1929.
Danh pháp khoa học của loài này chưa được làm sáng tỏ. 